# Fizyka cząstek elementarnych
Fizyka cząstek elementarnych, fizyka wielkich energii, fizyka wysokich energii – dział fizyki, którego celem jest badanie cząstek elementarnych (subatomowych) oraz zachodzących między nimi oddziaływań.

## Typologia cząstek
Fizycy odkryli kilkaset cząstek elementarnych. Dzielą się one na kilka grup, w zależności od:
- masy
- wartości ładunku elektrycznego, liczby barionowej, liczby leptonowej, izospinu, hiperładunku, koloru, dziwności
- spinu (podział na fermiony i bozony) (momentu magnetycznego)
- rodzaju oddziaływań jakim ulegają

| foton \| (bozon) {\displaystyle \gamma }                |
| leptony \| (fermiony) e−, μ−, τ−, νe, νμ, ντ            |
| hadrony \| mezony \| (bozon) p, K, ω, ρ                 |
| bariony \| (fermion) p, n (nukleony) Λ, Σ, Ξ (hiperony) |

Cząstki elementarne dzielą się na cząstki „prawdziwie” elementarne (fundamentalne), uważane za niepodzielne i dlatego uznawane za podstawowe składniki materii, oraz hadrony (mezony i bariony, na przykład proton i neutron), które są cząstkami złożonymi, zbudowanymi z 2 (dokładnie z kwarku i antykwarku) lub 3 kwarków. Trwałymi cząstkami są protony, elektrony, neutrina i fotony.
Cząstki elementarne nie oddziałujące silnie, a jedynie słabo lub elektromagnetycznie, i będące fermionami nazywamy leptonami (np. elektron, mion, taon, neutrina).
Cząstkami elementarnymi są również bozony pośredniczące w oddziaływaniach: fotony (elektrodynamika kwantowa), bozony W, bozony Z (oddziaływania słabe), czy gluony (oddziaływanie silne).
Pojęcie „cząstki elementarne” jest uwarunkowane historycznie. Zostało wprowadzone na początku XX wieku jako określenie podstawowych cząstek, które nie są już podzielne. Do cząstek elementarnych zaliczano wówczas: proton, neutron, elektron i foton. Obecnie za niepodzielne (bez struktury wewnętrznej) uważa się kwarki, leptony i bozony przenoszące oddziaływania.
| Typ fermionu | Nazwa                | Symbol | Ładunek elektryczny | Izospin | Ładunek silny (kolor) | Masa         |
| ------------ | -------------------- | ------ | ------------------- | ------- | --------------------- | ------------ |
| lepton       | elektron             | e−     | -1                  | -1/2    | 0                     | 0,511 MeV/c² |
| lepton       | mion                 | μ−     | -1                  | -1/2    | 0                     | 105,6 MeV/c² |
| lepton       | taon                 | τ−     | -1                  | -1/2    | 0                     | 1,784 GeV/c² |
| lepton       | neutrino elektronowe | νe     | 0                   | +1/2    | 0                     | < 50 eV/c²   |
| lepton       | neutrino mionowe     | νμ     | 0                   | +1/2    | 0                     | < 0,5 MeV/c² |
| lepton       | neutrino taonowe     | ντ     | 0                   | +1/2    | 0                     | < 70 MeV/c²  |
| kwark        | górny                | u      | +2/3                | +1/2    | R/G/B                 | ~5 MeV/c²    |
| kwark        | powabny              | c      | +2/3                | +1/2    | R/G/B                 | ~1,5 GeV/c²  |
| kwark        | prawdziwy            | t      | +2/3                | +1/2    | R/G/B                 | >30 GeV/c²   |
| kwark        | dolny                | d      | -1/3                | -1/2    | R/G/B                 | ~10 MeV/c²   |
| kwark        | dziwny               | s      | -1/3                | -1/2    | R/G/B                 | ~100 MeV/c²  |
| kwark        | piękny               | b      | -1/3                | -1/2    | R/G/B                 | ~4,7 GeV/c²  |

Choć później znaleziono wiele innych cząstek i stwierdzono, że wiele z nich składa się ze znacznie prostszych, pozostawiono to określenie dla wszystkich cząstek subatomowych.
| Bozon pośredniczący | Masa·c²  | Spin | Ładunek | Oddziaływanie      |
| ------------------- | -------- | ---- | ------- | ------------------ |
| foton               | 0        | 1    | 0       | elektromagnetyczne |
| Z0                  | ~ 91 GeV | 1    | 0       | słabe              |
| W+                  | ~ 80 GeV | 1    | 1       | słabe              |
| W−                  | ~ 80 GeV | 1    | -1      | słabe              |
| gluon               | 0        | 1    | 0       | silne              |
| (grawiton)          | 0        | 2    | 0       | grawitacyjne       |

## Ośrodki badawcze
Cząstki elementarne są badane głównie przez akceleratory i obserwatoria promieni kosmicznych, np. neutrin. Instytuty tego typu są rozmieszczone w różnych krajach, głównie w Europie, Ameryce Północnej i Azji; te najbardziej znane to:
- CERN (fr. Conseil Européen pour la Recherche Nucléaire) w Genewie;
- DESY (niem. Deutsches Elektronen-Synchrotron) w Hamburgu;
- SLAC (ang. Stanford Linear Accelerator Center) w Palo Alto;
- Fermilab (ang. Fermi National Accelerator Laboratory) w Batavii pod Chicago;
- Brookhaven National Laboratory na Long Island (stan Nowy Jork);
- Super-Kamiokande pod Kamioką (Japonia).

## Związki z astrofizyką
Najpóźniej od czasów międzywojennych istnieją silne wzajemne wpływy między fizyką cząstek elementarnych a badaniami Kosmosu. Wiele cząstek odkryto przez badanie promieniowania kosmicznego – m.in. pozyton (e+) i mion (μ−), a obserwacje tego źródła cząstek były dowodem oscylacji neutrin. Z drugiej strony wiedza o cząstkach elementarnych pozwala rekonstruować historię Wszechświata; przykładowo odkrycie kwarków i gluonów pozwala przypuszczać, że Wielki Wybuch przechodził przez fazę plazmy kwarkowo-gluonowej.
Obserwacje astronomiczne doprowadziły też do hipotez jak ciemna materia, ciemna energia i inflacja kosmiczna, postulujących istnienie nowych cząstek, nieobecnych w modelu standardowym; przykładowo ciemna materia może się składać z aksjonów. Astronomia z astrofizyką to też podstawowe źródło badań grawitacji. Potwierdziły one ogólną teorię względności Einsteina, a próby kwantowania grawitacji opierają się właśnie na niej i prowadzą do hipotezy grawitonu.

## Fizyka cząstek a nagrody

### Nagrody Nobla
Postępy w tej dziedzinie – zarówno doświadczalne, jak i teoretyczne – wielokrotnie nagradzano Nagrodami Nobla w dziedzinie fizyki. Do 2022 roku takich przypadków było ponad 20; począwszy od lat 20. XX w. – co najmniej dwa na dekadę (w latach 60. pięciokrotnie):
- 1923: Robert Millikan, „Za jego pracę nad elementarnym ładunkiem elektrycznym i efektem fotoelektrycznym”;
- 1927: Arthur Compton, „Za odkrycie efektu nazwanego jego imieniem”, Charles Thomson Rees Wilson, „Za jego metodę czynienia widzialnymi torów cząstek naładowanych elektrycznie, z wykorzystaniem kondensacji pary”;
- 1935: James Chadwick, „Za odkrycie neutronu”;
- 1936: Victor Franz Hess, „Za odkrycie promieniowania kosmicznego”, Carl David Anderson, „Za odkrycie pozytonu”;
- 1939: Ernest Lawrence, „Za wynalezienie i udoskonalenie cyklotronu i wyniki otrzymane przy jego użyciu, w szczególności odnoszące się do pierwiastków sztucznie promieniotwórczych”;
- 1948: Patrick Maynard Stuart Blackett, „Za rozwinięcie metody komory Wilsona i za odkrycia, przy jej użyciu, w dziedzinach fizyki jądrowej i promieniowania kosmicznego”;
- 1949: Hideki Yukawa, „Za przewidzenie istnienia mezonów na podstawie teoretycznej pracy dotyczącej sił jądrowych”;
- 1957: Chen Ning Yang, Tsung-Dao Lee, „Za wnikliwe zbadanie tak zwanego prawa zachowania parzystości, co doprowadziło do ważnych odkryć związanych z cząstkami elementarnymi”;
- 1959: Emilio Segrè, Owen Chamberlain, „Za odkrycie antyprotonu”;
- 1960: Donald Arthur Glaser, „Za wynalezienie komory pęcherzykowej”;
- 1963: Eugene Wigner, „Za wkład w teorię jądra atomowego i cząstek elementarnych, a szczególnie za odkrycie i zastosowanie w tych teoriach podstawowych zasad symetrii”;
- 1965: Shin’ichirō Tomonaga, Julian Schwinger, Richard Feynman, „Za ich fundamentalne prace z dziedziny elektrodynamiki kwantowej, które wywarły duży wpływ na fizykę cząstek elementarnych”;
- 1968: Luis Walter Alvarez, „Za decydujący wkład w fizykę cząstek elementarnych, w szczególności za odkrycie wielkiej liczby stanów rezonansowych, co było możliwe dzięki rozwinięciu techniki korzystania z pęcherzykowej komory wodorowej i analizy danych”;
- 1969: Murray Gell-Mann, „Za jego wkład i odkrycia związane z fizyką cząstek elementarnych i ich oddziaływań”;
- 1976: Burton Richter, Samuel Ting, „Za ich odkrycie ważnej, podstawowej cząstki elementarnej”;
- 1979: Sheldon Lee Glashow, Abdus Salam, Steven Weinberg, „Za prace nad jednolitą teorią wzajemnego słabego i elektromagnetycznego oddziaływania cząstek elementarnych”;
- 1980: James Cronin, Val Fitch, „Za odkrycie naruszania jednej z fundamentalnych zasad symetrii w rozpadach neutralnych mezonów K”;
- 1984: Carlo Rubbia, Simon van der Meer, „Za decydujący wkład do wielkiego projektu prowadzącego do odkrycia cząstek W i Z”;
- 1988: Leon Lederman, Melvin Schwartz, Jack Steinberger, „Za metodę wiązki neutrinowej i przedstawienie dubletowej struktury leptonów poprzez odkrycie neutrina mionowego”;
- 1990: Jerome I. Friedman, Henry Kendall, Richard E. Taylor, „Za pionierskie badania dotyczące głęboko nieelastycznego rozpraszania elektronów na protonach i związanych neutronach, co miało istotny wpływ na rozwój modelu kwarkowego w fizyce cząstek”;
- 1992: Georges Charpak, „Za wynalezienie i rozwój detektorów cząstek, a zwłaszcza wielodrutowej komory proporcjonalnej”;
- 1995: Martin Perl, „Za odkrycie leptonu tau”, Frederick Reines, „Za detekcję neutrina”;
- 1999: Gerardus ’t Hooft, Martinus J.G. Veltman, „Za wyjaśnienie kwantowej struktury oddziaływań elektrosłabych”;
- 2002: Raymond Davis, Masatoshi Koshiba, „Za wkład w rozwój astrofizyki, w szczególności za detekcję neutrin kosmicznych”;
- 2004: David Gross, Hugh David Politzer, Frank Wilczek, „Za opracowanie teorii asymptotycznej swobody w silnych oddziaływaniach między cząstkami elementarnymi”;
- 2008: Yoichiro Nambu, „Za odkrycie mechanizmu spontanicznego złamania symetrii w fizyce subatomowej”, Makoto Kobayashi, Toshihide Masukawa, „Za odkrycie podstaw złamania symetrii co umożliwiło przewidzenie istnienia co najmniej trzech rodzin kwarków”;
- 2013: François Englert, Peter Higgs, „Za teoretyczne odkrycie mechanizmu, który pomaga nam zrozumieć pochodzenie masy cząstek subatomowych, co zostało niedawno potwierdzone dzięki odkryciu postulowanej cząstki elementarnej podczas eksperymentów ATLAS i CMS przeprowadzonych w Wielkim Zderzaczu Hadronów w CERN”;
- 2015: Takaaki Kajita, Arthur B. McDonald, „Za odkrycie oscylacji neutrin, co dowodzi, że mają one masę”.

### Inne nagrody
Od 1985 roku Amerykańskie Towarzystwo Fizyczne (APS) przyznaje corocznie Nagrodę Sakurai, w całości poświęconą teorii cząstek. Otrzymywali ją również badacze teorii niepotwierdzonych (hipotetycznych) jak teoria strun.